# Sato Kazuki
Kazuki Sato (sinh ngày 27 tháng 6 năm 1974) là một cầu thủ bóng đá người Nhật Bản.

## Sự nghiệp câu lạc bộ
Kazuki Sato đã từng chơi cho Yokohama Flügels, Yokohama F. Marinos, Kyoto Purple Sanga, Oita Trinita, Sanfrecce Hiroshima và Yokohama FC.